# Anagyrus
Anagyrus is een geslacht van vliesvleugeligen uit de familie Encyrtidae. De wetenschappelijke naam van dit geslacht is voor het eerst geldig gepubliceerd in 1896 door Howard.

## Soorten
Het geslacht Anagyrus omvat de volgende soorten:
- Anagyrus abatos Noyes & Menezes, 2000
- Anagyrus abdulrassouli Myartseva, Sugonjaev & Trjapitzin, 1982
- Anagyrus abyssinicus Compere, 1939
- Anagyrus aceris Noyes & Hayat, 1994
- Anagyrus aciculatus (Blanchard, 1940)
- Anagyrus adamsoni Timberlake, 1941
- Anagyrus aega Noyes, 2000
- Anagyrus aegyptiacus Moursi, 1948
- Anagyrus agraensis Saraswat, 1975
- Anagyrus alami Hayat, 1970
- Anagyrus albatus Myartseva, 1982
- Anagyrus aligarhensis Agarwal & Alam, 1959
- Anagyrus almoriensis Shafee, Alam & Agarwal, 1975
- Anagyrus amnicus Prinsloo, 1985
- Anagyrus amoenus Compere, 1939
- Anagyrus amudaryensis (Myartseva, 1982)
- Anagyrus ananatis Gahan, 1949
- Anagyrus antoninae Timberlake, 1920
- Anagyrus aper Noyes & Menezes, 2000
- Anagyrus aquilonaris (Noyes & Hayat, 1984)
- Anagyrus arambourgi Risbec, 1955
- Anagyrus aranzadii (Mercet, 1921)
- Anagyrus archangelskayae Trjapitzin, 1972
- Anagyrus arenaria Prinsloo, 1985
- Anagyrus argyrus (Burks, 1952)
- Anagyrus ashkhabadensis Myartseva, 1981
- Anagyrus aurantifrons Compere, 1926
- Anagyrus australiensis (Howard, 1898)
- Anagyrus bambeyi Risbec, 1951
- Anagyrus belibus (Walker, 1837)
- Anagyrus bellator (De Santis, 1972)
- Anagyrus bellus (Girault, 1921)
- Anagyrus beneficians Compere, 1943
- Anagyrus bermudensis (Kerrich, 1982)
- Anagyrus bicolor Noyes & Hayat, 1994
- Anagyrus bifasciatus (Brèthes, 1913)
- Anagyrus bohemanni (Westwood, 1837)
- Anagyrus bouceki Hoffer, 1953
- Anagyrus brachyclavae (Wu & Xu, 2001)
- Anagyrus brevicornis (Shamim & Shafee, 1985)
- Anagyrus brevistigma De Santis, 1964
- Anagyrus bugandaensis Compere, 1939
- Anagyrus californicus (Compere, 1947)
- Anagyrus calyxtoi Noyes, 2000
- Anagyrus cepio Noyes, 2000
- Anagyrus cercides Noyes & Menezes, 2000
- Anagyrus chilensis Brèthes, 1916
- Anagyrus chrysos Noyes & Hayat, 1994
- Anagyrus cilla Noyes & Menezes, 2000
- Anagyrus clauseni Timberlake, 1924
- Anagyrus clavatus Sushil & Khan, 1996
- Anagyrus coccidivorus Dozier, 1932
- Anagyrus coccurae Sugonjaev, 1962
- Anagyrus comptoni Noyes & Hayat, 1994
- Anagyrus cooki (Girault, 1919)
- Anagyrus costalis (Noyes, 1988)
- Anagyrus coxalis Noyes & Hayat, 1994
- Anagyrus cristinae Noyes & Menezes, 2000
- Anagyrus cyrenis (Noyes, 1988)
- Anagyrus dactylopii (Howard, 1898)
- Anagyrus darevskii (Trjapitzin, 1965)
- Anagyrus diffinis Noyes & Hayat, 1994
- Anagyrus dilectus Szelényi, 1972
- Anagyrus discolor Noyes & Hayat, 1994
- Anagyrus diversicornis (Howard, 1894)
- Anagyrus dozieri Tachikawa, 1956
- Anagyrus dzhanokmenae Trjapitzin, Myartseva & Ruíz, 2001
- Anagyrus echion Noyes & Hayat, 1994
- Anagyrus elgeri (Kerrich, 1982)
- Anagyrus elizabethae Noyes & Hayat, 1994
- Anagyrus elpis Noyes, 2000
- Anagyrus emeljanovi Trjapitzin, 1972
- Anagyrus ephyra Noyes & Hayat, 1994
- Anagyrus eudora Noyes, 2000
- Anagyrus euroto Noyes, 2000
- Anagyrus fasciiscapus (Girault, 1932)
- Anagyrus fatimae Fatima & Agarwal, 1993
- Anagyrus ferus Noyes & Hayat, 1984
- Anagyrus flaviceps Timberlake, 1941
- Anagyrus flaviclavatus Xu, 2011
- Anagyrus flavimesopleurum (Girault, 1917)
- Anagyrus floris Noyes & Hayat, 1994
- Anagyrus foersteri (Girault, 1915)
- Anagyrus fraternus Perkins, 1910
- Anagyrus frontolatus Sushil & Khan, 1996
- Anagyrus fujianensis Gu, 2004
- Anagyrus fujikona Tachikawa, 1963
- Anagyrus fusciventris (Girault, 1915)
- Anagyrus fuscus Shi, Si & Wang, 1994
- Anagyrus galinae (Myartseva, 1982)
- Anagyrus gaudens (Kerrich, 1982)
- Anagyrus gemma Noyes, 2000
- Anagyrus gracilis (Hayat, 1970)
- Anagyrus gravis Noyes & Hayat, 1994
- Anagyrus greeni Howard, 1896
- Anagyrus grenfelli Noyes & Hayat, 1994
- Anagyrus hainanensis Noyes & Hayat, 1994
- Anagyrus haloxyli Sugonjaev, 1968
- Anagyrus hammadae Trjapitzin & Rozanov, 1972
- Anagyrus hansoni Noyes & Menezes, 2000
- Anagyrus haroldi Noyes & Hayat, 1994
- Anagyrus hayati Sushil & Khan, 1996
- Anagyrus hebes Noyes, 2000
- Anagyrus henanensis Shi, Si & Wang, 1994
- Anagyrus hippocoon Trjapitzin, 1965
- Anagyrus impar Noyes & Hayat, 1994
- Anagyrus incongruens (Masi, 1917)
- Anagyrus indicus (Subba Rao, 1967)
- Anagyrus inermis Noyes & Hayat, 1994
- Anagyrus insolitus (Howard, 1897)
- Anagyrus ishaqi Fatima, 1999
- Anagyrus jacksoni Noyes & Hayat, 1994
- Anagyrus jenniferae Noyes & Hayat, 1994
- Anagyrus jowaianus Hayat, 2010
- Anagyrus juani Noyes, 2000
- Anagyrus jucundus De Santis, 1964
- Anagyrus juno Noyes & Hayat, 1994
- Anagyrus kamali Moursi, 1948
- Anagyrus kilinceri Japoshvili, 2010
- Anagyrus kivuensis Compere, 1939
- Anagyrus kurilensis (Sharkov, 1983)
- Anagyrus laeviceps Perkins, 1910
- Anagyrus lampe Noyes & Menezes, 2000
- Anagyrus lebadeia Noyes, 2000
- Anagyrus levis Noyes & Hayat, 1994
- Anagyrus lilacini Ferrière, 1937
- Anagyrus lineatipes (Girault, 1919)
- Anagyrus livens Noyes, 2000
- Anagyrus lizanorum Noyes & Menezes, 2000
- Anagyrus loecki Noyes & Menezes, 2000
- Anagyrus longicornis Mercet, 1923
- Anagyrus longipennis Shafee, Alam & Agarwal, 1975
- Anagyrus lopezi (De Santis, 1964)
- Anagyrus luci Noyes & Hayat, 1994
- Anagyrus lutescens Noyes & Hayat, 1994
- Anagyrus major Perkins, 1910
- Anagyrus malayensis Noyes & Hayat, 1994
- Anagyrus malenotus (De Santis, 1972)
- Anagyrus mandibularis Sushil & Khan, 1996
- Anagyrus mangicola Noyes, 1990
- Anagyrus maritzae Noyes, 2000
- Anagyrus marquesanus Timberlake, 1941
- Anagyrus matho Noyes, 2000
- Anagyrus matritensis (Mercet, 1921)
- Anagyrus mazaces Noyes & Hayat, 1994
- Anagyrus minium (Mercet, 1921)
- Anagyrus mirtesae Noyes & Menezes, 2000
- Anagyrus mirus (Girault, 1915)
- Anagyrus mirzai Agarwal & Alam, 1959
- Anagyrus mohani Sushil & Khan, 1996
- Anagyrus montivagus (De Santis, 1964)
- Anagyrus mumfordi Timberlake, 1941
- Anagyrus mycale Noyes, 2000
- Anagyrus narcicius Salazar, 1981
- Anagyrus nesticoccus Dang & Wang, 2002
- Anagyrus nesus (Noyes & Hayat, 1984)
- Anagyrus niger (Ishii, 1928)
- Anagyrus nigrescens Compere, 1939
- Anagyrus nigricans Perkins, 1910
- Anagyrus nigriceps (De Santis, 1972)
- Anagyrus nigricorpus Shafee, Alam & Agarwal, 1975
- Anagyrus nigriflagellum (Girault, 1915)
- Anagyrus nigritus (Howard, 1898)
- Anagyrus nishidai Noyes & Hayat, 1994
- Anagyrus nitidus Trjapitzin & Rzaeva, 1967
- Anagyrus novickyi Hoffer, 1953
- Anagyrus obodas Noyes & Hayat, 1994
- Anagyrus ocellatus Noyes & Menezes, 2000
- Anagyrus odacon Noyes & Menezes, 2000
- Anagyrus orbitalis Timberlake, 1941
- Anagyrus pallidipes (Ashmead, 1900)
- Anagyrus paralia Noyes & Menezes, 2000
- Anagyrus pergandei Dang & Wang, 2002
- Anagyrus petronae Noyes, 2000
- Anagyrus phaena Noyes & Menezes, 2000
- Anagyrus phasis Noyes, 2000
- Anagyrus phya Noyes & Menezes, 2000
- Anagyrus pilosus Ishii, 1928
- Anagyrus porteri (Brèthes, 1921)
- Anagyrus procles Noyes, 2000
- Anagyrus pseudococci (Girault, 1915)
- Anagyrus pulcher (Ashmead, 1888)
- Anagyrus pulchricornis (Howard, 1894)
- Anagyrus pullus Compere, 1939
- Anagyrus punctifrons Timberlake, 1941
- Anagyrus putonophilus Compere, 1947
- Anagyrus qadrii (Hayat, Alam & Agarwal, 1975)
- Anagyrus quadrimaculatus Xu & He, 1996
- Anagyrus ranchiensis Shamim & Shafee, 1984
- Anagyrus rapo Noyes & Menezes, 2000
- Anagyrus regis (Noyes, 1988)
- Anagyrus remotor Noyes, 2000
- Anagyrus rhopaloides Noyes, 2000
- Anagyrus rifens Noyes & Menezes, 2000
- Anagyrus rosichoni Noyes & Menezes, 2000
- Anagyrus rotundiceps (Girault, 1932)
- Anagyrus rubellus (Annecke, 1974)
- Anagyrus rubinae Noyes & Hayat, 1994
- Anagyrus rufoscutata (Ishii, 1928)
- Anagyrus rugas Noyes & Hayat, 1994
- Anagyrus rusticus (De Santis, 1964)
- Anagyrus sabas Noyes & Hayat, 1994
- Anagyrus saccharicola Timberlake, 1932
- Anagyrus sachalinensis (Sharkov, 1986)
- Anagyrus saintpierrei Girault, 1913
- Anagyrus saipanensis Doutt, 1952
- Anagyrus salazari Noyes & Menezes, 2000
- Anagyrus sameenae Noyes & Hayat, 1994
- Anagyrus sawadai Ishii, 1928
- Anagyrus scaea Noyes, 2000
- Anagyrus scapularis Myartseva, 1982
- Anagyrus schmuttereri Ferrière, 1955
- Anagyrus schoenherri (Westwood, 1837)
- Anagyrus scimitar Noyes & Hayat, 1994
- Anagyrus securicornis Domenichini, 1953
- Anagyrus semifulvus Girault, 1915
- Anagyrus shahidi Hayat, 1979
- Anagyrus siccus (Prinsloo & Annecke, 1976)
- Anagyrus similis (Girault, 1915)
- Anagyrus sinensis Noyes & Hayat, 1994
- Anagyrus sinope Noyes & Menezes, 2000
- Anagyrus smithi Doutt, 1952
- Anagyrus sogdianus Sugonjaev, 1968
- Anagyrus sophax Noyes & Menezes, 2000
- Anagyrus spaici Hoffer, 1970
- Anagyrus spica (Girault, 1921)
- Anagyrus subalbipes Ishii, 1928
- Anagyrus subflaviceps (Girault, 1915)
- Anagyrus subnigricornis Ishii, 1928
- Anagyrus subproximus (Silvestri, 1915)
- Anagyrus subtilis Noyes & Hayat, 1994
- Anagyrus sucro Noyes, 2000
- Anagyrus suia Noyes, 2000
- Anagyrus surekhae Noyes & Menezes, 2000
- Anagyrus swezeyi Timberlake, 1919
- Anagyrus szodensis Erdös, 1957
- Anagyrus tamaricicola Trjapitzin, 1968
- Anagyrus tantaleus (Perkins, 1910)
- Anagyrus tanystis De Santis, 1964
- Anagyrus telon Noyes & Menezes, 2000
- Anagyrus tenuis Noyes & Hayat, 1994
- Anagyrus terebratus (Howard, 1894)
- Anagyrus thailandicus (Myartseva, 1979)
- Anagyrus theana Noyes, 2000
- Anagyrus theon Noyes & Hayat, 1994
- Anagyrus thoe Noyes, 2000
- Anagyrus thyridopterygis (Ashmead, 1886)
- Anagyrus tibimaculatus Agarwal, 1965
- Anagyrus townsendi (Howard, 1898)
- Anagyrus tricolor (Girault, 1913)
- Anagyrus trinidadensis (Kerrich, 1953)
- Anagyrus tristis Noyes & Hayat, 1994
- Anagyrus trjapitzini Sharipov, 1983
- Anagyrus turkmenicus (Myartseva, 1978)
- Anagyrus tyana Noyes, 2000
- Anagyrus tymber Noyes, 2000
- Anagyrus umairi Noyes & Hayat, 1994
- Anagyrus ussuriensis Sharkov, 1984
- Anagyrus varithorax (Girault, 1923)
- Anagyrus villalobosi Noyes & Menezes, 2000
- Anagyrus vochos Noyes & Hayat, 1994
- Anagyrus vulso Noyes & Menezes, 2000
- Anagyrus wayfoongi Noyes & Hayat, 1994
- Anagyrus xanthogaster Perkins, 1910
- Anagyrus yuccae (Coquillet, 1890)
- Anagyrus zaitzevi Trjapitzin, 1972
- Anagyrus zama Noyes & Menezes, 2000
- Anagyrus zubairi Noyes & Hayat, 1994
- Anagyrus zygia (Trjapitzin, 1966)